# يوسف البكر
يوسف البكر (1875 – 1955) هو مغني وموسيقي كويتي من رواد فن الصوت الكويتي، يُعتبر من أبرز الشخصيات في تاريخ الموسيقى الكويتية التقليدية.

## النشأة
وُلد يوسف البكر في جزيرة فيلكا عام 1875، وهو أحد أبناء أسرة البكر التي سكنت الجزيرة لفترة طويلة قبل أن تنتقل إلى فريج الفرج في مدينة الكويت. نشأ في بيئة موسيقية، حيث تأثر بأخيه الأكبر خالد البكر، الذي كان من أوائل رواد فن الصوت الكويتي. تعلم يوسف العزف على آلة العود والغناء، وبدأ في تقديم عروضه في المناسبات الاجتماعية والحفلات الخاصة.

## مسيرته الفنية
بدأ يوسف البكر مسيرته الفنية في أوائل القرن العشرين، حيث كان يُقدم فن الصوت الكويتي في المجالس الخاصة والمناسبات الاجتماعية. اشتهر بصوته العذب وأدائه المتميز، مما جعله يحظى بشعبية كبيرة بين محبي الفن الكويتي التقليدي. كان يُصاحب نفسه على آلة العود، ويؤدي أغانيه بأسلوب فني مميز.

## الوفاة
توفي يوسف البكر في عام 1955، تارك إرث فني غني في مجال فن الصوت الكويتي.